# Райнгольд Ябо
Райнгольд Ябо (нім. Reinhold Yabo, нар. 10 лютого 1992, Альденгофен) — німецький футболіст, півзахисник німецької «Армінії».

## Ігрова кар'єра
Вихованець «Кельна», в якому навчався з 2001 року. З 2009 року став виступати за другу команду в Регіоналізі, взявши участь у 57 матчах чемпіонату.
16 квітня 2010 року дебютував у першій команді «Кельна» в матчі Бундесліги проти «Бохума». Всього відіграв за кельнський клуб наступні три сезони своєї ігрової кар'єри, проте закріпитись в першій команді не зумів. Після цього виступав у Другій Бундеслізі за клуби «Алеманія» (Аахен) та «Карлсруе СК».
Влітку 2015 року на правах вільного агента приєднався до австрійського клубу «Ред Булл», але через травму коліна на передсезонних зборах протягом усього наступного сезону так і не провів жодного офіційного матчу.
2017 року виступав на правах оренди за «Армінію».
2019 року на правах повноцінного трансферу повернувся до складу «Армінії».

## Збірна
Залучався за юнацькі збірні Німеччини починаючи з команди віком до 15 років. У складі збірної до 17 років, будучи капітаном, Ябо виграв юнацький чемпіонат Європи 2009 року. Ця перемога дозволила німцям кваліфікуватись на юнацький чемпіонат світу, що проходив того ж року, де Ябо зіграв усі чотири матчі, а його команда вилетіла у 1/8 фіналу. 
У 2009 році Райнгольд отримав срібну Медаль Фріца Вальтера у віковій групі U-17, а у 2010 році він знову срібну медаль у віковій групі U-18.

## Досягнення

### Командні
- Чемпіон Австрії (2): 2015/16, 2017/18
- Володар Кубка Австрії (1): 2015/16

Збірні
- Чемпіон Європи (U-17): 2009

### Індивідуальні
- Срібна Медаль Фріца Вальтера U-17: 2009
- Срібна Медаль Фріца Вальтера U-18: 2010